# Seznam rovnokřídlých v Česku
Seznam rovnokřídlých v Česku zahrnuje 94 druhů kobylek (40 druhů) a sarančí (54 druhů).

## Kobylky – Ensifera
- kobylka smrková – Barbitistes constrictus constrictus
- kobylka pestrá – Barbitistes serricauda serricauda
- kobylka sivozelená – Isophya kraussii
- kobylka bělopásá – Leptophyes albovittata
- kobylka Boscova – Leptophyes boscii
- kobylka tečkovaná – Leptophyes punctatissima
- kobylka křídlatá – Phaneroptera falcata
- kobylka samobřezí – Poecilimon intermedius
- kobylka zavalitá – Polysarcus denticauda
- kobylka dubová – Meconema thalassinum
- kobylka dlouhokřídlá – Conocephalus fuscus[1]
- kobylka mokřadní – Conocephalus dorsalis dorsalis
- kobylka kuželohlavá – Ruspolia nitidula
- kobylka hnědá – Decticus verrucivorus verrucivorus
- kobylka hladká – Gampsocleis glabra
- kobylka dvoubarvá – Metrioptera bicolor bicolor
- kobylka krátkokřídlá – Metrioptera brachyptera
- kobylka luční – Metrioptera roeselii roeselii[2]
- kobylka bezkřídlá – Pholidoptera aptera (2 poddruhy Pholidoptera aptera aptera a Pholidoptera aptera bohemica)
- kobylka bělolemá – Pholidoptera fallax
- kobylka obecná – Pholidoptera griseoaptera
- kobylka šedá – Platycleis albopunctata (2 poddruhy Platycleis albopunctata albopunctata a Platycleis albopunctata grisea)
- kobylka písečná – Platycleis montana montana
- kobylka stepní – Platycleis vittata
- kobylka zpěvavá – Tettigonia cantans
- kobylka černotrnná – Tettigonia caudata caudata
- kobylka zelená – Tettigonia viridissima
- kobylka sága – Saga pedo pedo
- kobylka révová – Ephippiger ephippiger vitium
- koník skleníkový – Tachycines asynamorus
- Troglophilus cavicola
- krtonožka obecná – Gryllotalpa gryllotalpa
- cvrčík mravenčí – Myrmecophilus acervorum
- cvrček lesní – Nemobius sylvestris sylvestris
- cvrček pobřežní – Pteronemobius heydenii
- cvrček domácí – Acheta domesticus
- cvrček jižní – Eumodicogryllus bordigalensis bordigalensis
- cvrček polní – Gryllus campestris
- cvrček malý – Modicogryllus frontalis
- cvrčivec révový – Oecanthus pellucens pellucens

## Saranče – Caelifera
- pacvrček Pfaendlerův – Xya pfaendleri pfaendleri
- pacvrček písečný – Xya variegata Latreille
- marše suchobytná – Tetrix bipunctata
- marše panonská – Tetrix bolivari
- marše písečná – Tetrix ceperoi ceperoi
- marše obecná – Tetrix subulata
- marše malá – Tetrix tenuicornis
- marše pobřežní – Tetrix tuerki tuerki
- marše lesní – Tetrix undulata
- saranče vlašská – Calliptamus italicus
- saranče egyptská – Anacridium aegyptium
- saranče horská – Miramella alpina alpina
- saranče modronohá – Podisma pedestris pedestris
- saranče Nagyova – Pseudopodisma nagyi
- saranče uherská – Acrida ungarica ungarica
- saranče slaništní – Aiolopus thalassinus
- saranče proměnlivá – Celes variabilis variabilis
- saranče černopruhá – Mecostethus parapleurus parapleurus
- saranče zelenokřídlá – Oedaleus decorus decorus
- saranče modrokřídlá – Oedipoda caerulescens caerulescens
- saranče německá – Oedipoda germanica germanica
- saranče vrzavá – Psophus stridulus stridulus
- saranče blankytná – Sphingonotus caerulans (2 poddruhy Sphingonotus caerulans cyanopterus a Sphingonofus caerulans caerulans)
- saranče tlustá – Stethophyma grossum
- saranče pestrá – Arcyptera fusca
- saranče suchomilná – Arcyptera microptera microptera
- saranče písečná – Dociostaurus brevicollis
- saranče páskovaná – Euchorthippus declivus
- saranče stepní – Euchorthippus pulvinatus pulvinatus
- saranče zlatozelená – Euthystira brachyptera brachyptera
- saranče bělorohá – Gomphocerippus rufus
- saranče bělopruhá – Chorthippus albomarginatus albomarginatus
- saranče běžná – Chorthippus apricarius apricarius
- saranče měnlivá – Chorthippus biguttulus (2 poddruhy Chorthippus biguttulus biguttulus a Chorthippus biguttulus hedickei)
- saranče hnědá – Chorthippus brunneus brunneus
- saranče jižní – Chorthippus dichrous
- saranče luční – Chorthippus dorsatus dorsatus
- saranče štíhlá – Chorthippus mollis mollis
- saranče vlhkomilná – Chorthippus montanus
- saranče obecná – Chorthippus parallelus parallelus
- saranče tmavá – Chorthippus pullus
- saranče lesní – Chorthippus vagans
- saranče lesklá – Chrysochraon dispar dispar
- saranče kyjorohá – Myrmeleotettix maculatus maculatus
- saranče ladní – Omocestus haemorrhoidalis haemorrhoidalis
- saranče žlutořitná – Omocestus petraeus
- saranče rudonohá – Omocestus rufipes
- saranče zelená – Omocestus viridulus
- saranče menší – Stenobothrus crassipes
- saranče skalní – Stenobothrus eurasius bohemicus
- saranče čárkovaná – Stenobothrus lineatus lineatus
- saranče černoskvrnná – Stenobothrus nigromaculatus nigromaculatus
- saranče cvrčivá – Stenobothrus rubicundulus
- saranče malá – Stenobothrus stigmaticus stigmaticus